# Paratypton siebenrocki
Paratypton siebenrocki är en kräftdjursart som beskrevs av Heinrich Balss 1914. Paratypton siebenrocki ingår i släktet Paratypton och familjen Palaemonidae. Inga underarter finns listade i Catalogue of Life.